# Skinner Point
Skinner Point – przylądek (point) w kanadyjskiej prowincji Nowa Szkocja, w hrabstwie Pictou (45°39′19″N, 62°43′24″W), wysunięty w zatokę Pictou Harbour, na jej południowym brzegu; nazwa urzędowo zatwierdzona 8 listopada 1948.